# Azas
Azas (okzitanisch: Asàs) ist eine französische Gemeinde mit 670 Einwohnern (Stand: 1. Januar 2022) im Département Haute-Garonne in der Region Okzitanien (vor 2016: Midi-Pyrénées). Sie gehört zum Arrondissement Toulouse und zum Kanton Pechbonnieu. Die Einwohner werden Azassiens genannt.

## Geographie
Die Gemeinde Azas liegt an der Grenze zum Département Tarn, etwa 20 Kilometer nordnordöstlich von Toulouse. Umgeben wird Azas von den Nachbargemeinden Saint-Sulpice-la-Pointe im Norden, Lugan im Osten, Garrigues im Südosten und Süden, Montpitol im Südwesten sowie Roquesérière im Westen.

## Geschichte
Im 13. Jahrhundert gehörte der Ort zur Grafschaft Toulouse. Simon IV. de Montfort ließ eine Burg in Azas errichten, wo sich die Einwohner während des Albigenserkreuzzuges zurückziehen konnten. Die Burg wurde während der Revolution und die Kirche im befestigten Gebiet wurde schon lange vorher abgerissen.
Im Laufe der Jahrhunderten bis zur Revolution 1789 gehörte Azas verschiedenen Familien, die die Grundherrschaft ausübten.

### Bevölkerungsentwicklung
| Jahr                       | 1962 | 1968 | 1975 | 1982 | 1990 | 1999 | 2010 | 2020 |
| Einwohner                  | 309  | 279  | 254  | 306  | 351  | 402  | 571  | 664  |
| Quellen: Cassini und INSEE |      |      |      |      |      |      |      |      |

## Sehenswürdigkeiten
- Kirche Saint-Martin, geweiht 1709
- Schloss Azas, erbaut im 17. Jahrhundert

## Persönlichkeiten
- Armand Guibert (1906–1990), Dichter und Übersetzer
- Jean-Paul Viguier (* 1946), Architekt